# Batalha de Saragoça

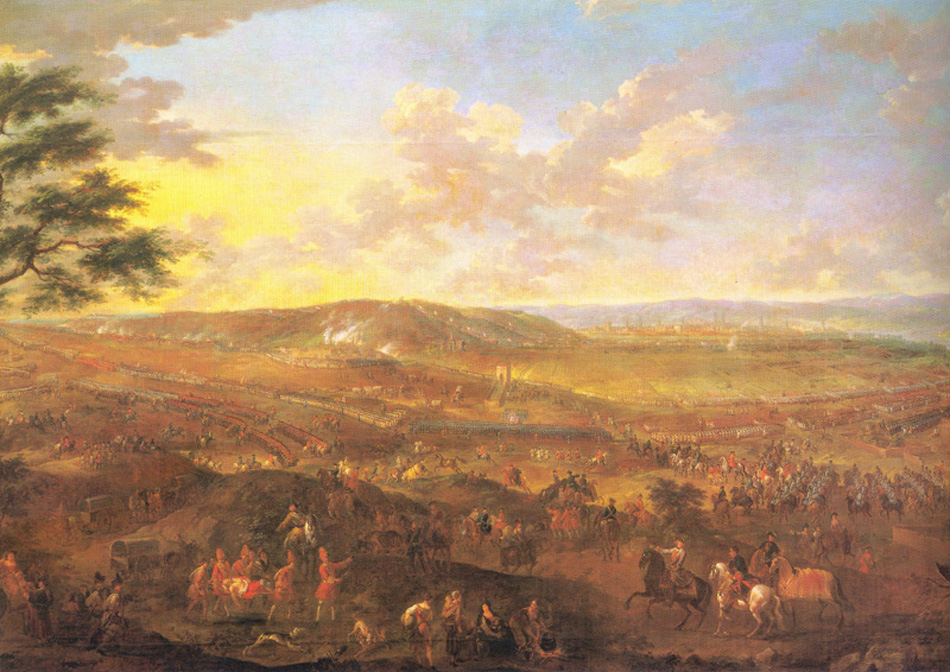
Uma pintura da batalha

A Batalha de Zaragoza, também conhecida como Batalha de Zaragoza, ocorreu em 20 de agosto de 1710 durante a Guerra da Sucessão Espanhola. Um exército Bourbon espanhol leal a Filipe V da Espanha e comandado pelo Alexandre Maître, Marquês de Bay foi derrotado por uma força da Grande Aliança sob o comando de Guido Starhemberg.  Apesar dessa vitória, que permitiu ao rival de Filipe, o arquiduque Carlos, entrar na capital espanhola de Madri, os aliados não conseguiram consolidar seus ganhos. Forçados a recuar, sofreram sucessivas derrotas em Brihuega em novembro e Villaviciosa em dezembro, o que efetivamente acabou com suas chances de instalar o arquiduque Carlos no trono espanhol.

## Resultado
O arquiduque Carlos entrou em Zaragoza no dia seguinte. A derrota do exército de Filipe V de Espanha foi severa, o caminho para Madri estava aberto. Filipe V abandonou Madrid a 9 de setembro e foi para Valladolid. O arquiduque Carlos entrou em uma Madri muito hostil e quase vazia em 28 de setembro. Carlos comentou: "Esta cidade é um deserto!" No inverno de 1710, o arquiduque Carlos e as tropas aliadas tiveram que abandonar Madrid, devido à grande oposição dos madrilenhos e à perigosa situação estratégica. Depois disso, o exército britânico sofreu uma derrota na Batalha de Brihuega, e o resto do exército aliado foi derrotado na Batalha de Villaviciosa.